# Deinypena bipunctata
Deinypena bipunctata är en fjärilsart som beskrevs av M.Gaede 1940. Deinypena bipunctata ingår i släktet Deinypena och familjen nattflyn. Inga underarter finns listade i Catalogue of Life.